# 小沢武夫 (外交官)
小沢 武夫（おざわ たけお、1907年 - 1996年）は、日本の外交官。シカゴ総領事、駐チェコスロヴァキア特命全権大使などを務めた。

## 経歴・人物
神奈川県出身。1932年東京商科大学（現一橋大学）卒業。1936年高等試験外交科合格、外務書記生（アメリカ合衆国）。1937年外交官補（アメリカ合衆国）。1938年上海・漢口領事官補。1940年外務省東亜局第二課兼対満事務局事務官。1942年満州国勲三位桂国章受章。1943年満州国国勢調査紀念章受章。
日本の降伏後、一等書記官を経て、1945年終戦連絡地方事務局連絡官。1948年総理庁官房財閥役員審査課長。1951年外務省連絡局調整課長。1952年、サンフランシスコ平和条約の発効によりペルーとの国交が再開したことに伴い、駐ペルー臨時代理公使に赴任。
内閣総理大臣官房財閥役員審査課長、外務省アジア局第一課長兼第二課長、在外公館等借入金評価審議会専門委員などを経て、1956年外務省アジア局外務参事官。1957年ボンベイ総領事。1959年シカゴ総領事。1962年駐ドミニカ共和国特命全権大使。
1963年ドミニカ共和国大統領就任式典に参列する特派大使。1964年駐ドミニカ共和国兼ジャマイカ特命全権大使。1966年退官、外務省大阪連絡事務所所長。
1968年駐チェッコスロヴァキア特命全権大使。1971年退官。1974年神戸製鋼所顧問。1981年同退任。1977年勲二等瑞宝章受章。1996年死去、叙正三位。

## テレビ出演
- NHK「学校放送「中学校」世界の国々 ペルー」1954年11月04日(木) 午後01:00 〜 午後01:20[29]